# (73913) 1997 GZ35
(73913) 1997 GZ35 – planetoida z pasa głównego asteroid okrążająca Słońce w ciągu 3,69 lat w średniej odległości 2,39 j.a. Odkryta 6 kwietnia 1997 roku.